# 15625 Agrawal
15625 Agrawal eller 2000 HB35 är en asteroid i huvudbältet som upptäcktes den 27 april 2000 av LINEAR i Socorro County, New Mexico. Den är uppkallad efter Malhaar Agrawal.
Den tillhör asteroidgruppen Maria.